# André Leliaert
André Leliaert (4 de febrero de 1923-10 de noviembre de 2013) fue un deportista belga que compitió en ciclismo en la modalidad de pista. Ganó una medalla de plata en el Campeonato Mundial de Ciclismo en Pista de 1951, en la prueba de medio fondo.

## Medallero internacional
| Campeonato Mundial | Campeonato Mundial | Campeonato Mundial | Campeonato Mundial |
| Año                | Lugar              | Medalla            | Competición        |
| ------------------ | ------------------ | ------------------ | ------------------ |
| 1951               | Milán (Italia)     | Medalla de plata   | Medio fondo (P)    |